# Nierembergia tandilensis
Nierembergia tandilensis ist eine Pflanzenart aus der Gattung der Weißbecher (Nierembergia) in der Familie der Nachtschattengewächse (Solanaceae).

## Beschreibung
Nierembergia tandilensis ist eine aufrecht wachsende Pflanze, die etwa 28 cm hoch wird. Der Hauptstamm verholzt und ist ausdauernd, in etwa der gleichen Höhe bildet er dicht belaubte und nur selten verzweigte Seitentriebe. Die Laubblätter sind elliptisch zugespitzt. Sie werden 8 bis 14 mm lang und etwa 1,5 mm breit und sind stark behaart.
Die Blüten stehen an einem 3 bis 7 mm langen Blütenstiel. Der Kelch wird 11,5 bis 15 mm lang und ist mit spitz dreieckigen, 3,5 bis 6 mm langen Kelchzipfeln besetzt. Die Krone misst am Kronsaum 25 bis 30 mm in der Breite, die den Kelch nicht überragende Kronröhre wird 12,5 bis 15 mm lang.

## Vorkommen
Die Art kommt in Höhenlagen zwischen 700 und 1900 Meter vor, die Standorte liegen in der Region Tandil-Ventania der argentinischen Provinz Buenos Aires.

## Systematik und botanische Geschichte
Die Art wurde 1898 durch Carl Ernst Otto Kuntze zunächst als Varietät tandilensis der Art Nierembergia graveolens beschrieben. 1965 erhielt sie durch Ángel Lulio Cabrera den Status einer eigenen Art.